# آدا گلیسون
آدا گلیسون (به انگلیسی: Adda Gleason) (زاده ۱۹ دسامبر ۱۸۸۸ - درگذشته ۶ فوریه ۱۹۷۱) بازیگر زن اهل ایالات متحده آمریکا بود. وی بازیگر فیلم‌هایی همچون صدایی در مه بوده‌است.